# Musée royal de l'Armée et d'Histoire militaire
Pour le musée parisien, voir Musée de l'Armée (Paris).

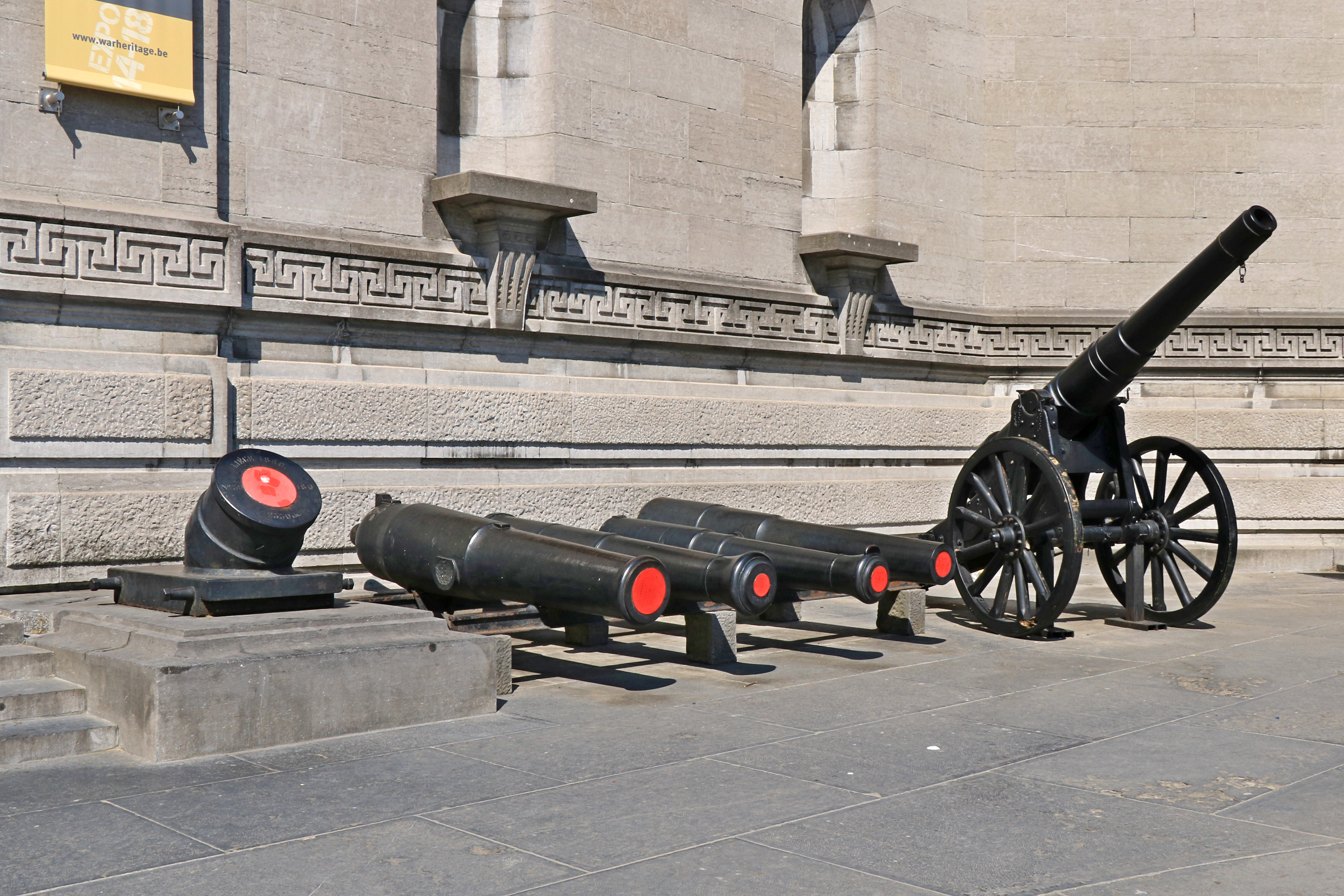
Canons devant l'entrée du musée.

Le Musée royal de l’Armée et d’Histoire militaire (MRA) (en néerlandais : Koninklijk Museum van het Leger en de Krijgsgeschiedenis) est un musée fédéral belge situé dans le parc du Cinquantenaire à Bruxelles.
Il présente au public et conserve une collection d'objets et d'œuvres d'art en rapport avec les guerres et conflits en Belgique, ou dans lesquels le pays a été impliqué. Mais cette collection dépasse tant le cadre temporel que géographique, puisqu'elle couvre 12 siècles d'histoire et présente des artefacts provenant du monde entier. L'importance de la collection et la superficie font du musée en font l'un des plus grands musées militaires du monde.
Il fait partie, depuis 2017, du War Heritage Institute, institution parastatale de la Défense belge.

## Les bâtiments
Le musée occupe la moitié nord du complexe muséal du Cinquantenaire, qui comprend également le musée Art et Histoire des musées royaux d’Art et d’Histoire et du musée de l’automobile Autoworld. Au total, ce sont 40 000 mètres carrés d'expositions qui sont occupés par le MRA.
Parmi les bâtiments qu'occupent le MRA, trois sont particulièrement imposants :
- La halle Bordiau, anciennement appelée « palais nord » date de la construction du site et est le plus ancien bâtiment du parc encore debout. Elle a été érigée pour l'exposition nationale de Bruxelles en 1880 et est signée de l'architecte Gédéon Bordiau, dont elle a pris le nom en 1987. La halle figure sur le logo officiel du MRA.
- Le hall de l'Air a également été dessiné par Bordiau, en 1897, pour servir de hall d'exposition (la « galerie des Machines » ou « hall des concours hippiques ») lors de l'exposition internationale de Bruxelles[5]. Son armature est réalisée par l'entreprise Cockerill.
- Enfin, les arcades du Cinquantenaire, construites par l'architecte français Charles Girault, abritent les collections napoléoniennes du musée et proposent aux visiteurs un panorama sur la ville.

## Histoire

### Les débuts (1910-1914)
La collection actuelle du musée se compose en 1910, à l'occasion de l'Exposition universelle et internationale de Bruxelles. Une section d’histoire militaire est présentée au public, et comporte 900 pièces de différentes périodes de l'histoire de Belgique : la Révolution brabançonne, la Révolution belge, le corps expéditionnaire au Mexique ou encore les conquêtes coloniales en Afrique centrale. La plupart de ces artefacts sont des dons de particuliers, militaires ou anciens militaires, rassemblés par quelques personnalités liées à l'armée, comme l'officier Louis Leconte, futur conservateur en chef du musée.
L'exposition rencontre un vif succès, et il est décidé de la pérenniser en créant un véritable musée. Des discussions ont lieu pour que la collection rejoigne la Porte de Hal, où se trouve alors le Musée royal d’Armures, d’Antiquités, et d’Ethnologie, mais les pourparlers n'aboutissent pas.
La collection est alors installée dans les bâtiments de l’abbaye de la Cambre en 1911, remplaçant l’École royale militaire partie s’installer dans un nouveau complexe le long du parc du Cinquantenaire. La création légale du Musée royal de l'Armée est instaurée par arrêté royal le 28 février 1911.

### La Première Guerre mondiale et ses suites (1914-1919)
Durant la Première Guerre mondiale, le musée est fermé par l'occupant allemand qui ne souhaite par exposer des œuvres et artefacts en rapport avec l'armée belge, ennemie combattue sur le front de l'Yser.
Après la signature de l'Armistice en 1918, l'armée allemande quitte la Belgique en laissant derrière elle un nombre considérable d'armement militaire et d'armes, considéré par les autorités belges comme prise de guerre, et qui sera compté dans les dommages imposés à l'Allemagne par le traité de Versailles. C'est le Musée de l'Armée qui hérite de la plupart des pièces. De plus, de nombreux cadeaux sont également offerts à la Belgique par des pays étrangers, en reconnaissance du rôle de la nation durant le conflit. La collection 14-18 est ainsi petit à petit constituée, et est la seule à présenter des objets concernant l'ensemble des belligérants du conflit. Louis Leconte est nommé conservateur en 1919.

### Installation sur le site du Cinquantenaire (1923-1940)
Très vite, les locaux de l'abbaye de la Cambre s'avèrent trop exigus et délabrés que pour continuer à entreposer l'imposante collection, augmentée de chars, de canons et d'avions de la Grande Guerre, et à accueillir le public. Un déménagement est envisagé dès 1919, mais ce n'est qu'en 1923 qu'il est décidé que le Musée de l'Armée investira la partie nord des bâtiments du Cinquantenaire. 

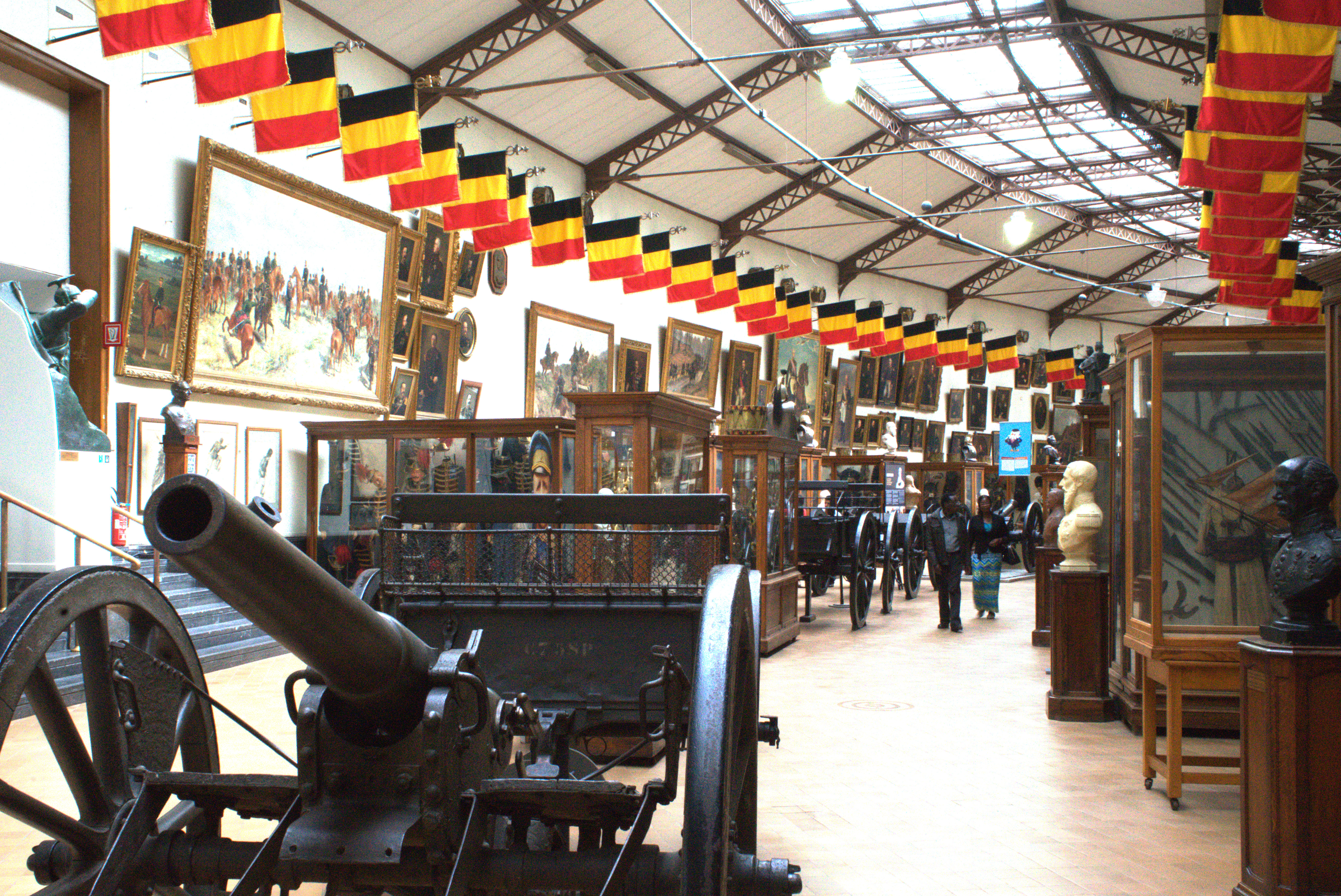
La salle historique.

Petit à petit, le musée s'installe dans les infrastructures qu'il occupe encore aujourd'hui. Les pièces anciennes sont rassemblées dans les Salles historique et technique, et le matériel de la Grande Guerre dans une halle annexe. Dans les années 1930, le musée partage puis investit totalement la halle Bordiau, alors occupée par les moulages en plâtre du Musée des échanges, qui sont petit à petit remisés dans les réserves du Musée d'Art et d'Histoire ou détruits.
En 1936, une partie des collections du régiment de cosaques de la Garde impériale russe, dont les uniformes régimentaires de plusieurs empereurs, est confiée au musée. Il s'agit de la plus grande collection d'orfèvrerie russe en dehors de Russie. Elle est exposée au public de manière permanente depuis 2001.

### Seconde guerre mondiale (1940-1944)
Le musée est à nouveau fermé au public durant l'occupation. La plupart des pièces sont stockées ou protégées des bombardements ou des pillages nazis. Quelques pièces sont cependant emmenées à l'Arsenal de Berlin, où elle disparaissent vraisemblablement sous les bombes alliées.

### Après-guerre (1945-2016)
En 1946, une exposition promue par le Ministère de la Reconstruction est présentée dans la halle faisant face au Musée de l'Armée. Elle présente et documente les crimes nazis, en exposant notamment des photographies des camps de concentration et des camps de prisonniers, ainsi qu'une reconstitution de certaines salles du fort de Breendonk, comme la salle de torture ou les cellules. Cette exposition est totalement indépendante du musée, car ce dernier n'a alors pour objectif que de présenter les aspects militaires des conflits. Il ne dispose pas encore d'une importante collection concernant la Seconde Guerre mondiale. Il faut attendre 1951 pour qu'une section Seconde Guerre mondiale soit inaugurée au Musée de l'Armée. 

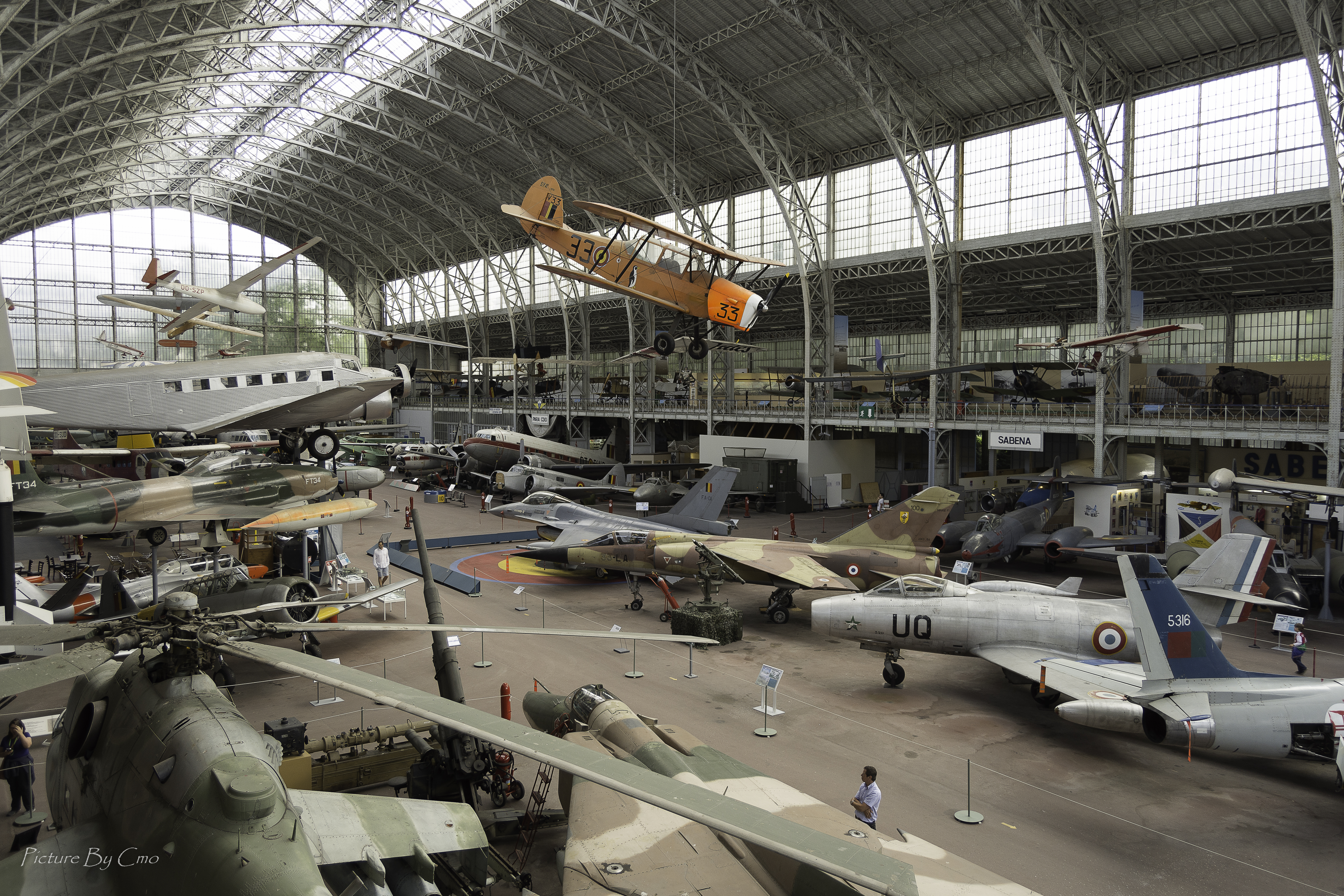
Hall de l'Air.

En 1972, les avions investissent le hall des concours hippiques, qui devient le Hall de l'Air abritant la section Air et Espace. L'endroit accueillera également deux autres sections à vingt ans d'intervalle : la section Marine en 1996, et la section Antarctique en 2016.
En 1980, c'est une section Blindés qui est ouverte et installée dans la cour intérieure du musée.
En 1986, la collection des Armes et Armures médiévales et modernes des Musées royaux d'Art et d'Histoire déménagent au MRA. Jusque là présentée à la Porte de Hal, elle a besoin de plus d'espace, et est donc en dépôt depuis lors. La salle la présentant a été rénovée en 2022,.

### War Heritage Institute (2017-présent)
En 2017, le Musée royal de l'Armée est intégré à une nouvelle structure fédérale dépendante du SPF Défense, le War Heritage Institute (WHI). L'organisme rassemble une série d'institutions et de sites de la Défense chargés de la gestion du patrimoine historique et de la mémoire des conflits en Belgique. Le WHI rassemble ainsi 6 sites historiques ouverts au public : le Musée de l'Armée, le fort de Breendonk, le Boyau de la Mort à Dixmude, le bunker de commandement Kemmel à Heuvelland, les Bastogne Barracks et le Gunfire de Brasschaat. Le siège de l'institution se trouve au Musée de l'Armée.
En 2019, le Musée inaugure une nouvelle exposition permanente baptisée "Guerre-Occupation-Libération", rétrospective de la Seconde Guerre mondiale en Belgique, qui expose plus de 1000 pièces de collection sur 1 500 m2. L'aménagement des sections Entre-deux-guerres et Seconde Guerre mondiale dans la Halle Bordiau, débutée dans les années 2000, est ainsi parachevée.

## Salles et collections

### Salles hollandaise, historique et technique
Ces trois salles présentent les premières et plus anciennes collections du musée, rassemblées dès 1910.

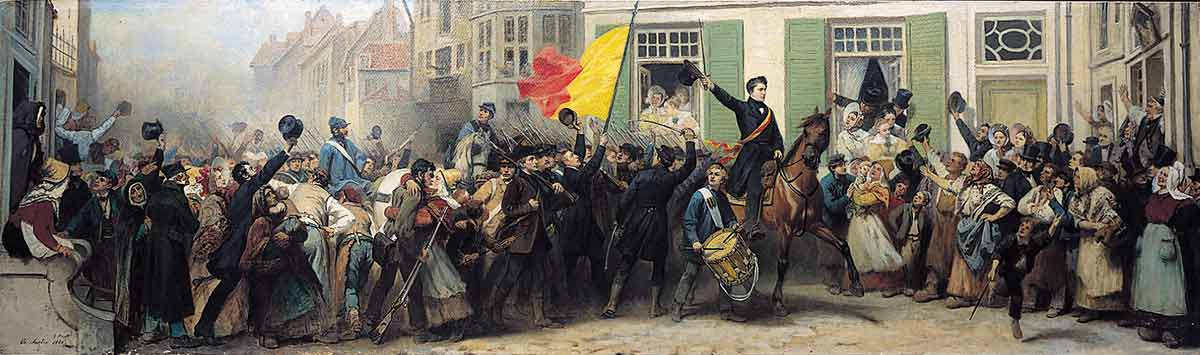
L'Arrivée des volontaires liégeois à Bruxelles, Charles Soubre, 1880.

La Salle hollandaise expose des collections datant d’entre la bataille de Waterloo de 1815, et la Révolution belge de 1830, soit la période correspondant à la « domination » hollandaise du territoire belge. On y trouve exposé des objets provenant du champ de bataille de Waterloo, de rares sarraus des révolutionnaires de 1830, ou encore divers tableaux parmi lesquels l’ Arrivée des volontaires liégeois à Bruxelles de Charles Soubre (1880) et Madame Marie Abts confectionnant le premier drapeau belge, 26 août 1830 d’Emile Vermeersch (1926).
La Salle historique est l’une des plus anciennes du musée. Sa muséographie n’a presque pas changé depuis les années 1930. Elle expose 8 000 pièces qui témoignes de l’histoire de l’armée belge entre 1831 et 1914, ainsi que des artefacts en lien avec la monarchie, comme le lit de camp de Léopold Ier et le tricycle de Léopold II. De nombreux uniformes et couvre-chefs d’époque sont présentés dans les vitrines, ainsi que plusieurs pièces d’artillerie, une quarantaine de bustes, plusieurs dizaines de peintures, de drapeaux et d’armes suspendues aux murs.
L’espace présente les évolutions de l’armée belge au XIXe siècle, mais aussi les conflits dans laquelle des Belges sont engagés : l’unification italienne, l’empire mexicain, les expéditions militaires en Chine ou les conquêtes coloniales en Afrique centrale.  

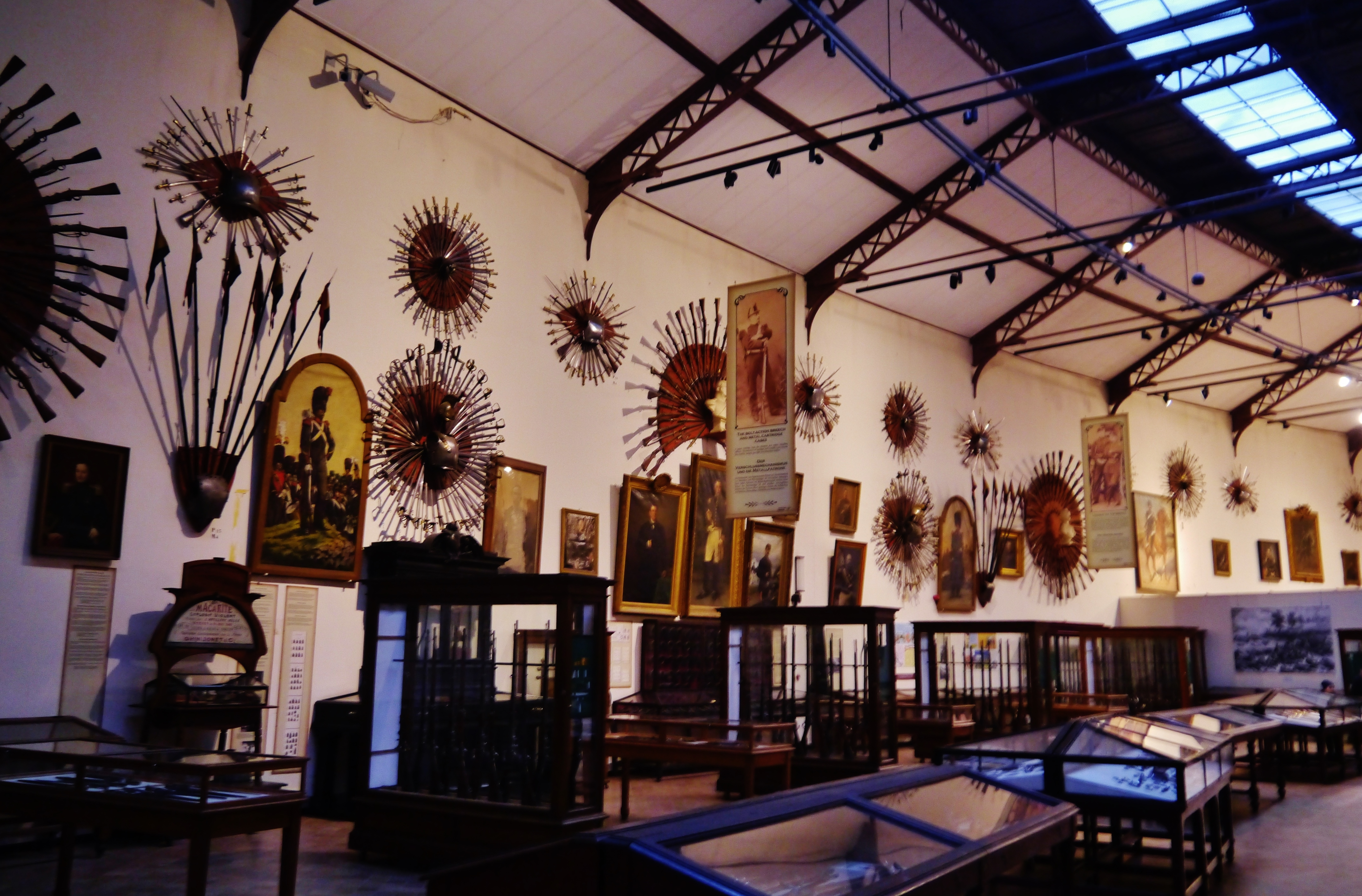
Vue de la Salle technique.

La Salle technique fut créée pour instruire les élèves-officiers de l’École royale militaire à propos de la science et de la technique militaire. L’évolution technologique de l’armement portatif européen y est présenté grâce à des fusils démontés et des modèles réduits de pièces d’artillerie, ainsi qu’une collection de l’ensemble des modèles d’armes à feu utilisés par l’armée belge au XIXe siècle.
Ce deux dernières salles sont considérées comme « un musée dans le musée » car elles témoignent des particularités muséographiques du début du XXe siècle : vitrines chargées, collections présentées dans leur entièreté, esthétique typique, exaltation du patriotisme. À ce titre, elles ont été classées comme monument historique par la Région bruxelloise en 2019. Ce classement fut controversé, car il empêchait le musée d’opérer des restaurations parfois nécessaires pour présenter les pièces au public de manière plus idéale, et de les conserver dans des conditions optimales. Le classement a été cassé par le Conseil d’État en 2023, au motif de l’incompétence de la région pour classer un bien fédéral.

### Salle Armes et Armures
La collection des armes et armures médiévales et modernes retracent 12 siècles d’histoire de l’armement. Elle fut constituée au départ de la collection de l’arsenal du Coudenberg, collection personnelle des ducs de Bourgogne au XIXe siècle, et n’a cessé de s’enrichir depuis. Propriété des Musées royaux d’Art et d’Histoire, elle est exposée en dépôt à Musée royal de l’Armée depuis 1986.
Les artefacts présentés datent d’entre le VIe et le XVIIIe siècle. Parmi les pièces remarquables :
- Une armure d’enfant fabriquée à Augsbourg vers 1564 par l’armurier Anton Peffenhauser. Conçue pour un garçonnet de 5 ou 6 ans, elle a vraisemblablement été confectionnée pour Albert d’Autriche à l’occasion du couronnement de son père, l’empereur du Saint-Empire Maximilien II[24].
- Une épée carolingienne, dite « épée viking », datant du VIIIe ou du IXe siècle et mise au jour à Termonde. Son surnom d’« épée viking » vient du fait qu’un grand nombre élevé de spécimens similaires ont été retrouvés dans des tombes scandinaves[25].
- Une armure dite « de Philippe II », fabriquée par l’armurier Wolfgang Grosschedel, à Landshut (duché de Bavière), en 1560. Renforcée pour la joute, elle aurait appartenu à Philippe II, roi d’Espagne et souverain des Pays-Bas[25].

### Empire français
Les salles situées dans les arcades du Cinquantenaire, menant au panorama, abritent deux collections d'objets et artefacts en lien avec le Premier Empire, la Restauration et le Second empire. Armes blanches, casques et couvre-chefs, insignes d'honneur, armes à feu et instruments de musique, et documents signés par Napoléon Bonaparte font partie d'un ensemble constitué de deux collections privées données au musée au début du XXe siècle : la collection de banquier Georges Titeca et celle du comte Robert de Ribaucourt.

### Salle 14-18

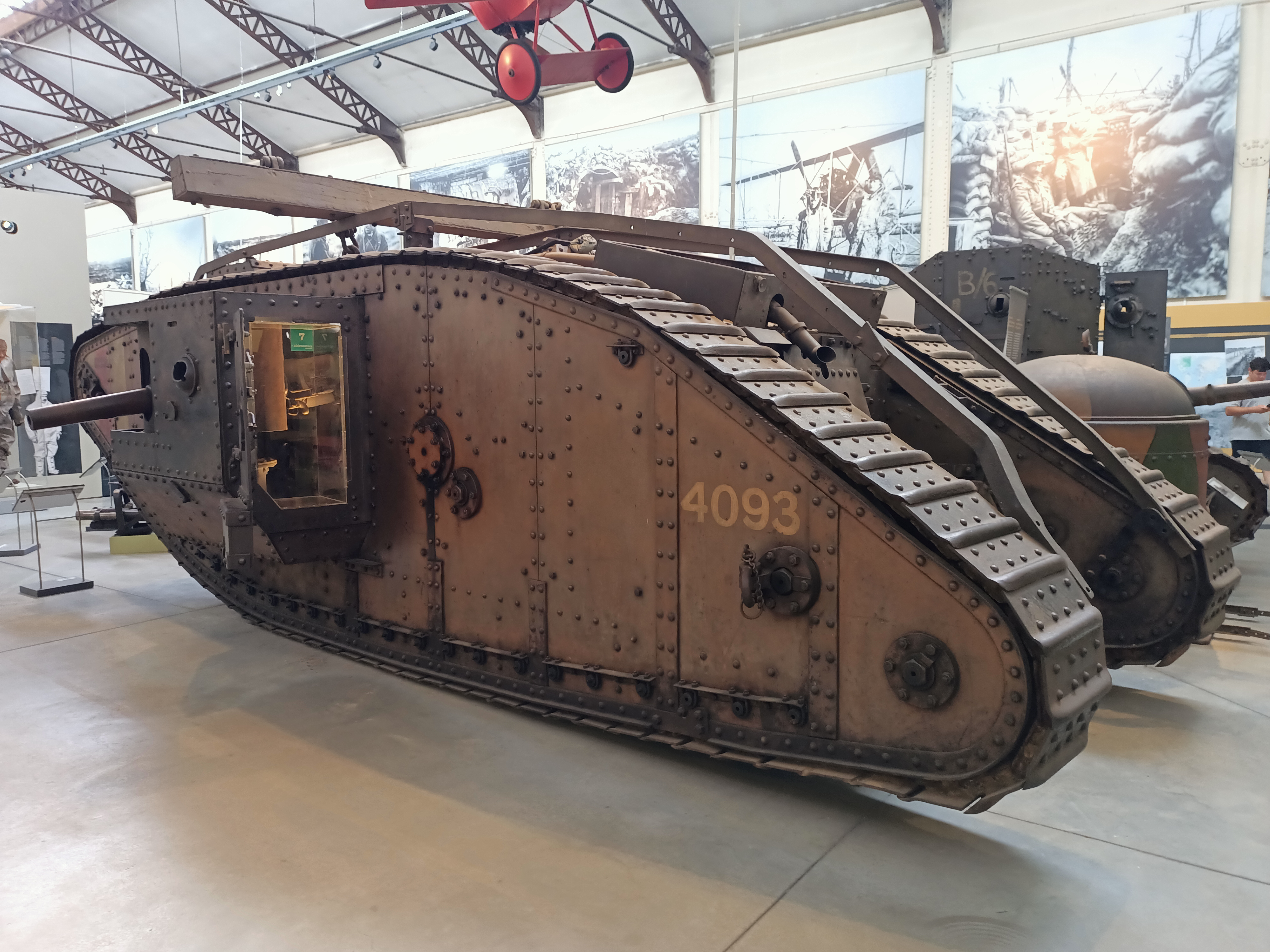
Le Mark IV exposé dans la Salle 14-18

La collection concernant la Première Guerre mondiale a majoritairement été constituée juste après l’Armistice de 1918, avec le matériel abandonné par l’armée allemande et les cadeaux faits à la Belgique par les nations alliées. De ce fait, elle est l’une des rares collections concernant la Grande Guerre à présenter des objets, armes, uniformes, véhicules, photos, effets personnels et autres, provenant de la quasi-totalité des pays et colonies belligérants. Certains artefacts provenant d’Allemagne, de Russie, du Portugal ou du Siam sont des pièces uniques.
La salle expose l’histoire de la guerre sur le front belge, mais aussi l’évolution de l’armée belge. Elle est organisée par pays : chaque belligérant est présenté dans une ou plusieurs vitrines. Une collection de tableaux, d’artistes belges ou étrangers, présente également la guerre dans l’art visuel.
Parmi les pièces remarquables :
- Un char Mark IV « Lodestar III » de l’armée britannique datant de 1917. Ce blindé a manifestement participé à « l’offensive des cent jours » en 1918, en témoignent les traces et impacts encore visibles sur le fuselage. Il est le seul Mark IV au monde à avoir conservé sa peinture d’origine[28].
- Une veste d’uniforme de cavalerie du 16e régiment de dragons ayant appartenu à l’empereur Guillaume II, portée en 1918. Au vu de la malformation du souverain allemand, la manche gauche est plus courte que la manche droite[29].
- Une collection de tambours ayant appartenu à différents bataillons britanniques et canadiens. Plusieurs reprennent les armoiries du roi d’Angleterre.
- Une réplique de célèbre « Baron rouge », le biplan de « l’as » de l’aviation allemande Manfred von Richthofen.
- Une réplique d’une auto-canon du régiment des Auto-Canons-Miltrailleuse parti se battre sur le front de l’est et retourné en Belgique en traversant la Sibérie, la Mandchourie et les États-Unis en 1917.

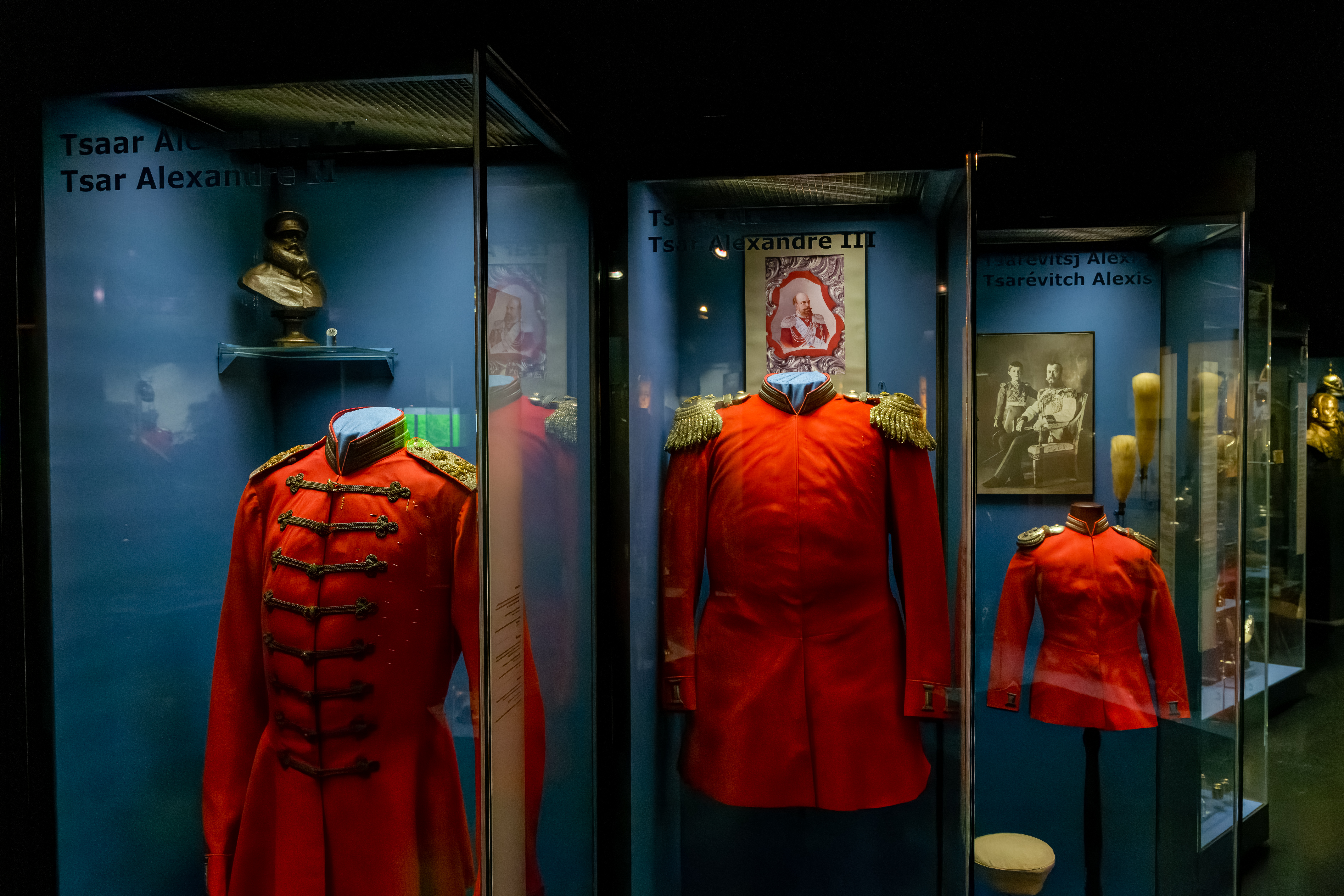
Les uniformes des tsars conservés dans la Salle russe

### Salle russe
La salle expose l’une des plus grandes collections mondiales d’objets ayant appartenu à des soldats russes de l’époque tsariste. Les pièces proviennent d’anciens musées régimentaires russes, d’associations ou d’officiers de la garde impériale, du lycée impérial Alexandre et du Corps des Pages.
Pièces remarquables :
- L’argenterie du mess des officiers cosaques de la garde impériale de Saint-Pétersbourg.
- Des tenues ayant appartenu aux tsars Nicolas Ier, Alexandre II et Alexandre III et au tsarévitch Alexis.
- Une série de trompettes en argent et un imposant bol à punch de 53 kg en argent massif, orné de saynètes peintes à la main.
- Une série d'objets reliés aux autocanons belges[9].

### Halle Bordiau: 1919-1945

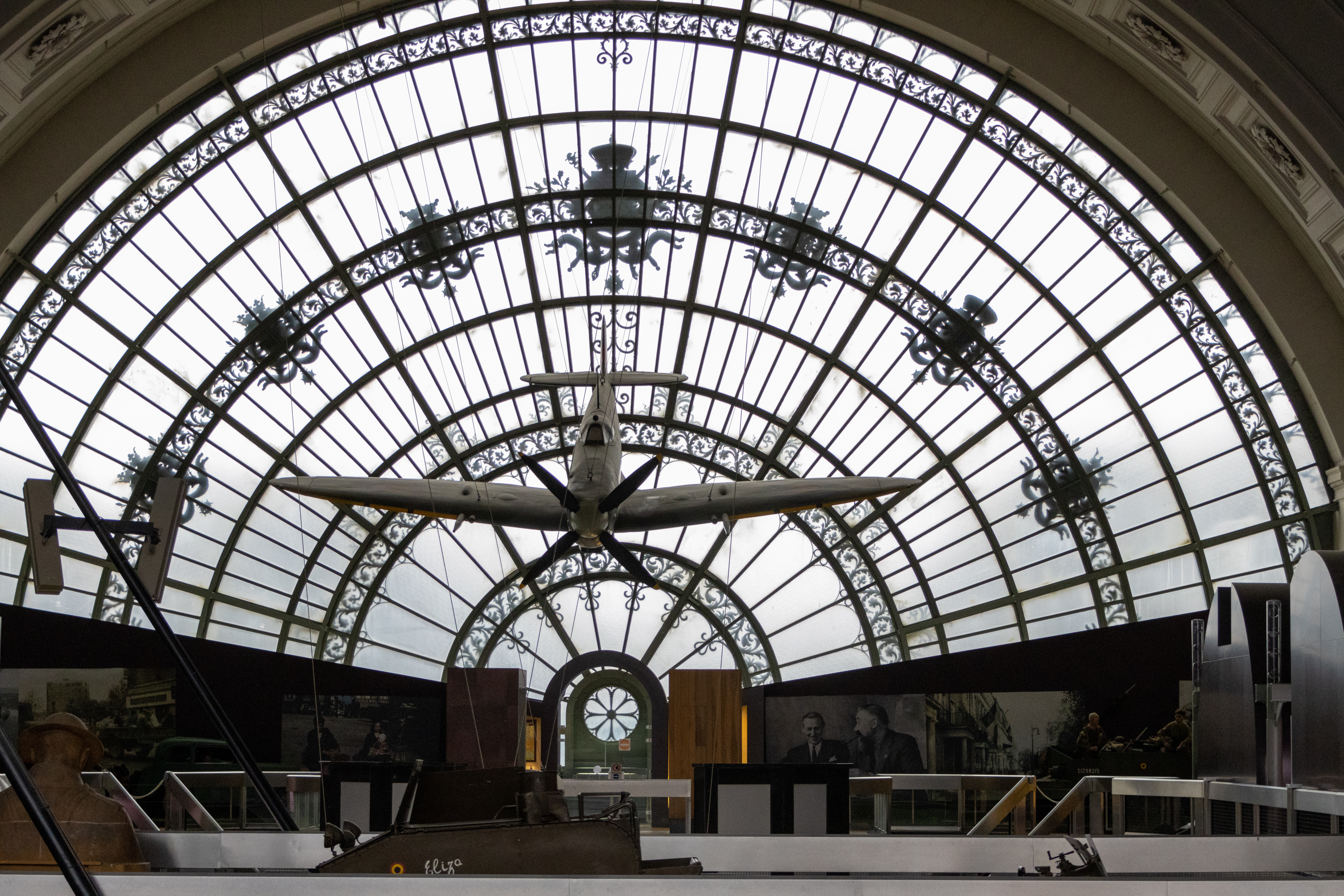
Vue de la rosace de la halle Bordiau, et de la réplique du Spitfire.

La halle Bordiau renferme les collections concernant l'entre-deux-guerres et la Seconde Guerre mondiale sur deux niveaux. L'exposition est divisée en douze sections : l'entre-deux-guerres la montée des extrémises ; les débuts du conflit ; la guerre sur terre, en mer et dans les airs ; la guerre à l'est ; la Belgique occupée ; la répression, la persécution et le génocide menés par les nazis en Europe; la guerre dans le Pacifique. Les différentes sections ont été aménagées entre 2004 et 2019. Alors que les autres parties du musée traite en grande majorité de l'histoire militaire, et peu de l'histoire civile, l'exposition de la halle Bordiau s'intéresse aux conséquences sociales, politiques, économiques et humaines de la guerre.
Le rez-de-chaussée de la halle est un espace dédié aux expositions temporaires. Il a notamment accueilli, en 2018, l'exposition "Au-delà de la Grande Guerre 1918-1928" , retraçant la période qui a suivi le premier conflit mondial du point de vue politique, économique, sociétal et culturel.
Parmi les pièces remarquables :
- Une collection de décorations de Noël à l'effigie d'Adolf Hitler et d'autres symboles nazis.
- Un exemplaire d'une machine "Enigma"
- Un uniforme ayant appartenu à Albert Ier, accompagné des décorations honorifiques reçues par le roi de nations étrangères après la Première Guerre mondiale.
- Un exemplaire du Faux Soir publié le 9 novembre 1943.
- Un uniforme du baron Jean de Selys Longchamps, piloter belge dans la Royal Air Force.
- Une caricature antisémite réalisée en 1942 par le dessinateur Kaproen, pseudonyme de l'auteur de BD Belge Willy Vandersteen.
- Diverses tuniques, surnommées les "pyjamas rayés" de certains prisonniers belges dans les camps de concentration nazis.
- Les répliques d’un avion britannique Supermarine Spitfire Mk IX et d'un missile de croisière allemand V-1 Fieseler Fi-103A-1.

### Hall de l'Air

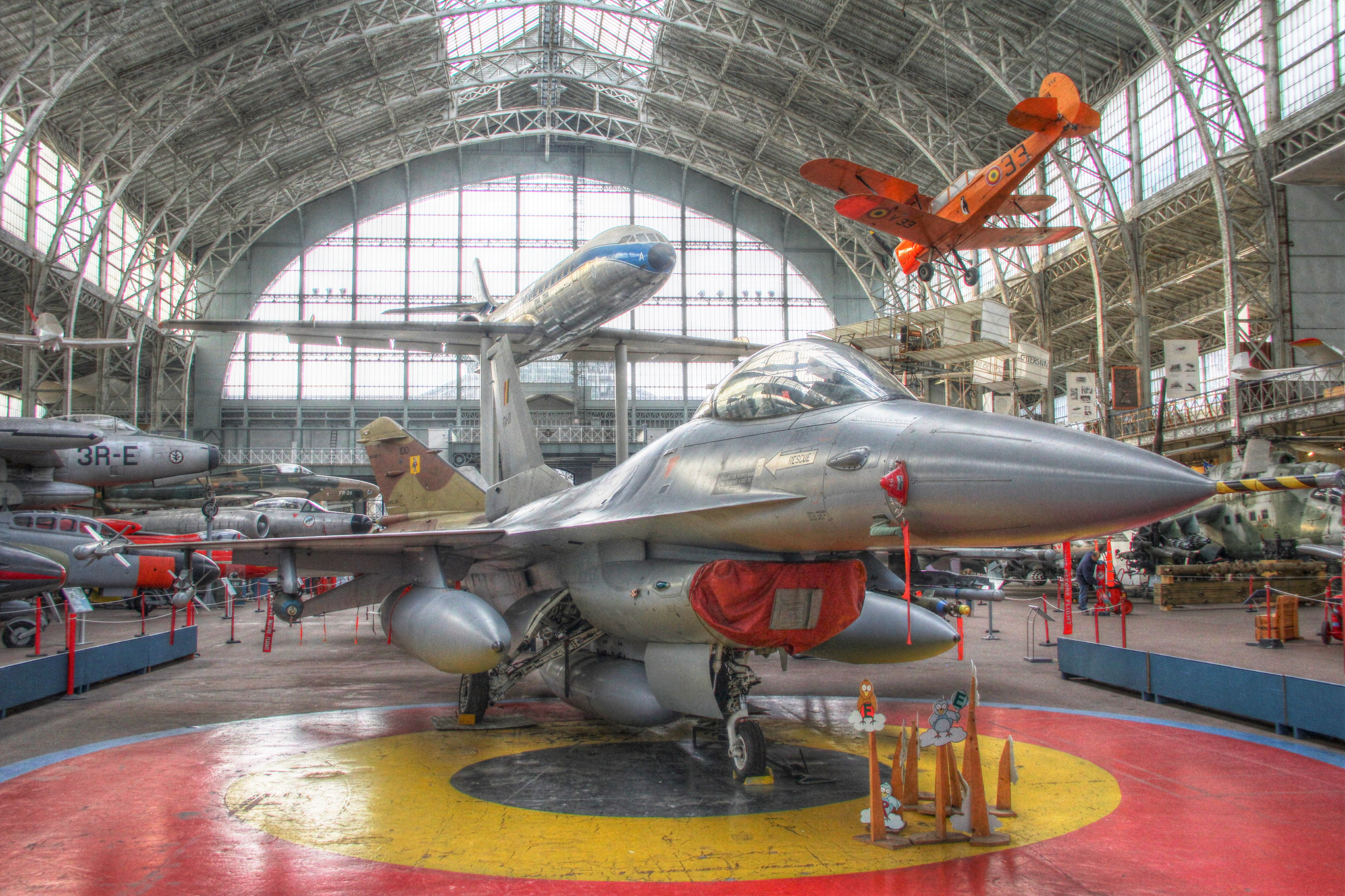
Le hall de l'air, avec le F-16 belge au premier plan.

Avec ses 170 mètres de long, 70 mètres de large et 40 mètres de haut, il contient plus de 100 avions. La section retrace l'histoire de l'aviation, des premiers ballons à air chaud à l'avènement des moteurs à réaction. La collection exposée comprend divers types d’aéronefs dont certains remontent au tout début du XXe siècle.
L'aviation militaire y est majoritairement abordée, mais l'aviation civile y a également sa place. Une partie est notamment consacrée à la Sabena, l'ancienne compagnie aérienne belge. Les visiteurs et visiteuses peuvent notamment visiter la reconstitution d'un cockpit d'un Boeing Sabena. Le plus grand avion du hall est une Caravelle 6N utilisé par la compagnie entre 1961 et 1974, exposée au musée depuis 1977.

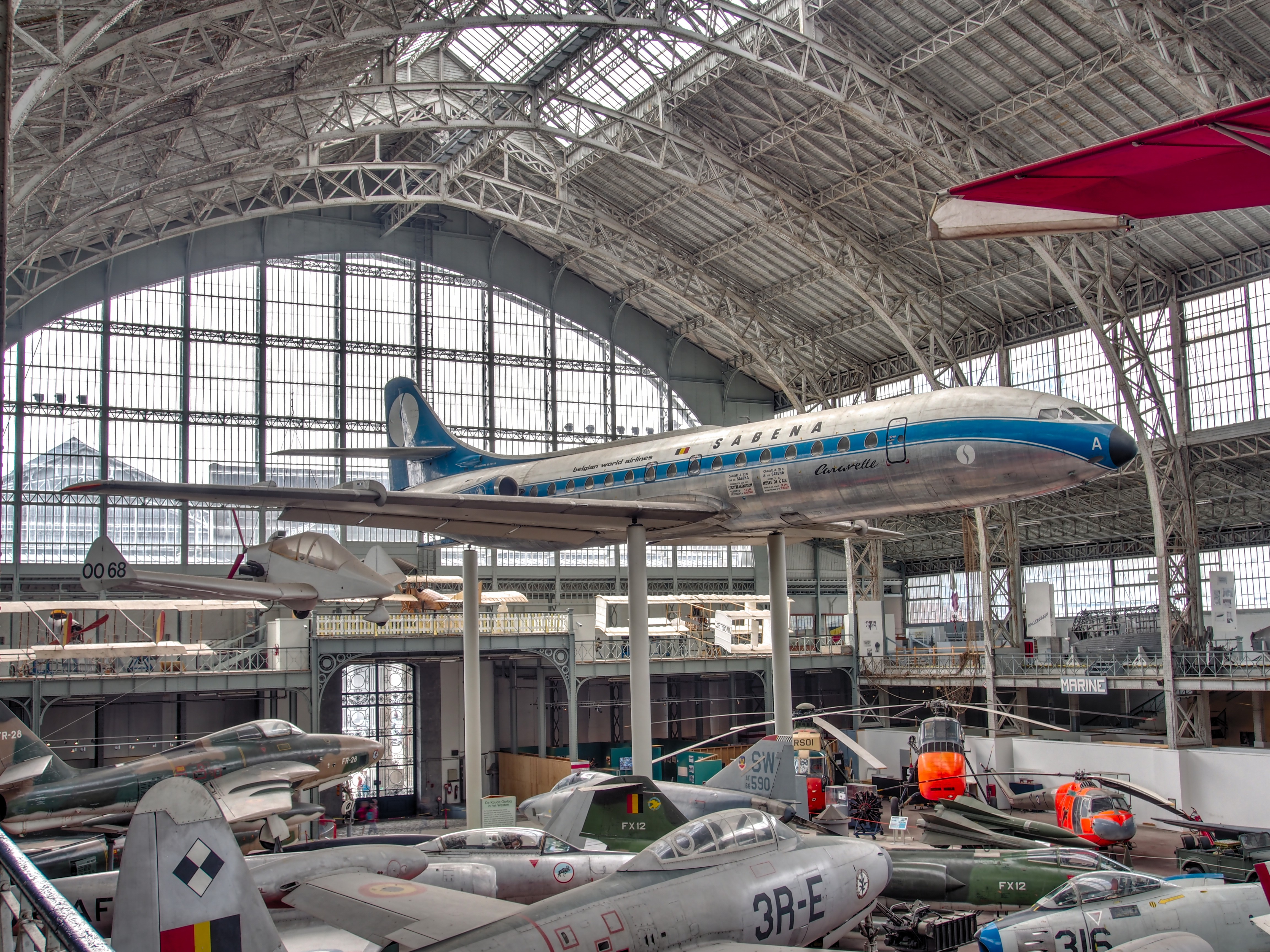
Caravelle de la Sabena exposée dans le Hall de l'Air.

L'espace abrite également une reconstruction de l’atelier du constructeur belge Alfred Renard.
Parmi les pièces remarquables :
- Une nacelle du Zeppelin L-30 allemand
- La nacelle du ballon stratosphérique du professeur suisse Auguste Piccard utilisé en 1931[32]
- Un Hydravion FBA-Schreck de 1917
- Deux biplans d’observation allemands de la Première Guerre mondiale : Halberstadt et LVG C.VI
- Des avions pilotés par les as belges durant le conflit : Blériot XI de Jan Olieslagers
- Un avion de chasse français Nieuport 23 utilisé lors de la Première Guerre mondiale
- Un avion de chasse britannique Supermarine Spitfire Mk IX
- Un biplan de la Royal Air Force de Havilland DH.82 Tiger Moth
- Un transporteur américain Douglas Dakota [33]
- Un avion à réaction F-16 de la composante air de l'Armée belge

### Antarctica
La salle, installée dans une travée du Hall de l'Air, documente la présence belge en Antarctique, depuis l'expédition de Gerlache à bord de la Belgica, lancée en 1897, à l'installation des bases polaires Roi Baudouin et Princesse Élisabeth. Plusieurs artefacts ayant été utilisés par l'équipage de la Belgica y sont notamment conservés.

### Marine
Cette section, installée dans une partie du Hall de l'Air, retrace l'histoire de la Marine belge depuis 1831, à travers des documents, photographies, films, maquettes et uniformes, et quelques pièces de collection, comme un "Poisson Autopropulsé" (PAP), qui servait à bord des chasseurs de mines belges.

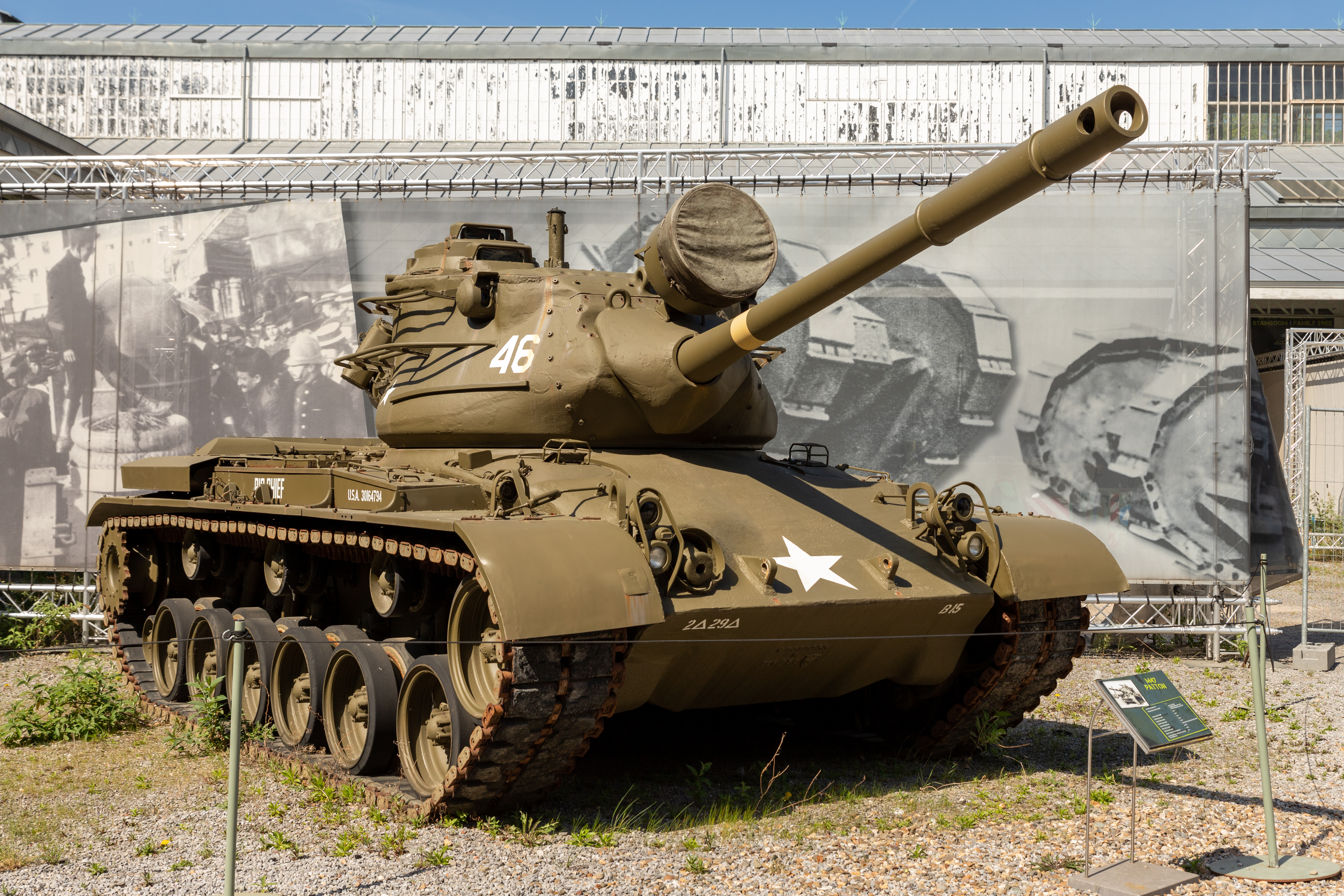
M-47 Patton.

### Blindés
La section des véhicules blindés se trouve dans un cour intérieure du musée, et présente plusieurs engins datant de différentes époques, de la Seconde Guerre mondiale à nos jours. Parmi les pièces remarquables, on peut y trouver un char américain M-47 Patton des années 1950.